# Tour de France 2019
Die Tour de France 2019 war die 106. Austragung des wichtigsten Etappenrennens im Straßenradsport. Sie startete am 6. Juli 2019 in Brüssel und endete am 28. Juli 2019 in Paris auf den Champs-Elysees. Das Grand-Tour-Etappenrennen gehört zur UCI WorldTour 2019. Gesamtsieger wurde der Kolumbianer Egan Bernal vor seinem Ineos-Teamkollegen Geraint Thomas. Nur sehr selten konnten in der Geschichte der Tour de France zwei Fahrer derselben Mannschaft einen Doppelsieg erringen; dennoch war das Rennen nicht durch eine starke Dominanz der Ineos-Mannschaft geprägt. Vielmehr war die Tour 2019 ungewöhnlich ausgeglichen: Nie zuvor lagen zwischen den drei Erstplatzierten einer Tour lediglich 91 Sekunden. Zwischen den Top 10 lagen nur 7:32 Minuten. Ungewöhnlich war zudem, dass den vier erstplatzierten Fahrern kein einziger Etappensieg gelang.

## Gestaltung des Gelben Trikots
Im Mai 2019 wurde eine Neuerung beim Maillot Jaune bekanntgegeben: Aufgrund des 100-jährigen Jubiläums des Gelben Trikots wird das Trikot nicht, wie zuvor, im Verlauf der Tour gleich aussehen, sondern täglich wechselnd ein bestimmtes Motiv tragen:
- 2. Etappe: Atomium in Brüssel
- 3. Etappe: Eddy Merckx
- 4. Etappe: Kathedrale von Reims
- 5. Etappe: Jacques Anquetil
- 6. Etappe: Das Peloton
- 7. Etappe: Löwe von Belfort
- 8. Etappe: Bernard Hinault
- 9. Etappe: Stade Geoffroy-Guichard
- 10. Etappe: Sankt-Cäcilia-Kathedrale in Albi
- 11. Etappe: Jacques Anquetil, Eddy Merckx, Bernard Hinault und Miguel Indurain
- 12. Etappe: Place du Capitole in Toulouse
- 13. Etappe: Eugène Christophe
- 14. Etappe: Col du Tourmalet
- 15. Etappe: Miguel Indurain
- 16. Etappe: Amphitheater von Nîmes
- 17. Etappe: Pont du Gard
- 18. Etappe: Col du Galibier
- 19. Etappe: Col de l’Iseran
- 20. Etappe: Der Anstieg zum Val Thorens
- 21. Etappe: Arc de Triomphe

## Teams und Fahrer
Der Veranstalter ASO lud zusätzlich zu den 18 automatisch qualifizierten WorldTeams mit Arkéa-Samsic, Cofidis, Direct Énergie und Wanty-Groupe Gobert vier UCI Professional Continental Teams ein. Es starteten insgesamt 176 Fahrer.
Zu den Startern gehörte der Gesamtsieger der Tour de France 2018 Geraint Thomas, der sich in Abwesenheit seines Teamkollegen Froome die Kapitänsrolle in seinem Team Ineos mit der Nachwuchshoffnung Egan Bernal teilte. Der Vorjahreszweite Tom Dumoulin erklärte seinen Startverzicht nach einem Sturz beim Giro d’Italia 2019, ebenso wie der Vorjahresdritte und viermalige Gesamtsieger Chris Froome nach einem schweren Unfall beim Critérium du Dauphiné 2019. Ebenfalls nicht am Start war der Vorjahresvierte Primož Roglič (Jumbo-Visma). Er entschied sich, nach einem anstrengenden Giro d’Italia 2019 die Tour auszulassen und wird durch den Vorjahresfünften Steven Kruijswijk als Teamkapitän vertreten. Ag2r La Mondiale wird vom Vorjahressechsten Romain Bardet angeführt, der unter anderem vom Gewinner des Weißen Trikots 2018, Pierre Latour unterstützt wurde.
Von den sprintstarken Fahrern wurden unter anderem der sechsfache Gewinner des Grünen Trikots und dreimalige Weltmeister Peter Sagan (Bora-hansgrohe), Michael Matthews (Sunweb), der zweimalige Etappensieger des Vorjahres Dylan Groenewegen (Jumbo-Visma) und Elia Viviani vom Deceuninck-Quick-Step-Team aufgeboten, zu dem auch der Gewinner des Gepunkteten Trikots und zweifacher Bergetappensieger, Julian Alaphilippe, und als Gesamtwertungsfahrer der Zweite der Vuelta a España 2018, Enric Mas, gehörte.
| WorldTeams (18)- AG2R La Mondiale - Astana - Bahrain-Merida - Bora-hansgrohe - CCC Team - Deceuninck-Quick Step - Dimension Data - EF Education First - Groupama-FDJ - Team Jumbo-Visma - Katusha-Alpecin - Lotto Soudal - Mitchelton-Scott - Movistar Team - Ineos - Team Sunweb - Trek-Segafredo - UAE Team Emirates Professional Continental Teams (4)- Arkéa-Samsic - Cofidis, Solutions Crédits - Total Direct Énergie - Wanty-Groupe Gobert |
| |

## Strecke

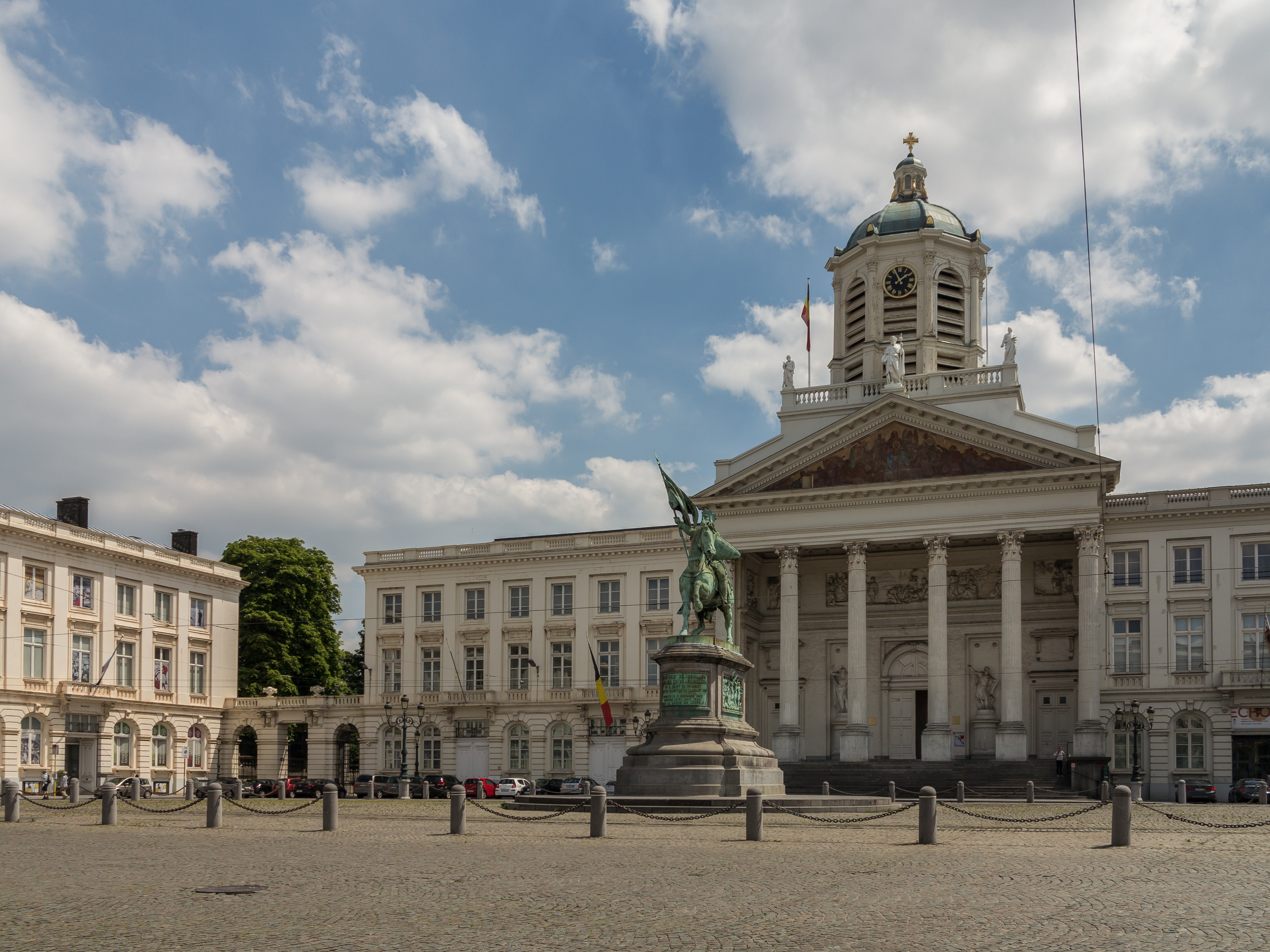
Die Tour beginnt am Königsplatz an der Klosterkirche Sint-Jacob op de Koudenberg / Saint-Jacques-sur-Coudenberg bzw. Gottfried-Statue in der Nähe des Königlichen Palastes und Mont des Arts

Die 106. Tour-de-France-Strecke war 3.366 Kilometer lang und in 21 Etappen unterteilt, darunter zwei Etappen für das Zeitfahren (ein Mannschafts- und ein Einzelzeitfahren). Die Strecke führte – gegen den Uhrzeigersinn – durch die östliche und südliche Landeshälfte Frankreichs, wobei die ersten zwei Etappen in Belgien stattfanden bzw. die dritte Etappe in Belgien begann. Mit 27 Anstiegen in der 2. und 1. Kategorie sowie der Hors Catégorie (HC) galt die Strecke als sehr bergig. Die Fahrer mussten insgesamt 62 Anstiege bewältigen, darunter fünf der schwersten Kategorie HC an vier verschiedenen Gebirgen: den Vogesen, dem Zentralmassiv, den Pyrenäen und schließlich den Alpen. Die Veranstaltung umfasste sieben Bergetappen, vier davon haben sieben Anstiege, die mindestens 2.000 Meter über dem Meeresspiegel hinausgehen, wobei das Dach der Tour der Col de l’Iseran (2764 Höhenmeter) war.
Ursprünglich wurde die Tour mit insgesamt 3480 Kilometern vorgestellt und umfasste 65 Anstiege. Aufgrund schlechter Witterungsbedingungen wurde die Strecke bei zwei Etappen (Etappe 19 und Etappe 20) um insgesamt 114 Kilometern verkürzt – drei geplante Anstiege wurden nicht befahren.

### Grand Départ
Der Grand Départ fand zum zweiten Mal nach 1958 in Brüssel statt. Die belgische Hauptstadt war sowohl Start- und Zielort der ersten Etappe als auch Austragungsort eines Mannschaftszeitfahrens am zweiten Tag. Der Grand Départ erinnerte an den ersten Tour-de-France-Sieg der belgischen Radsportlegende Eddy Merckx bei der Austragung 50 Jahre zuvor. Beim Grand Départ werden die Anstiege Mauer von Geraardsbergen und der Bosberg bewältigt, die durch die Flandern-Rundfahrt Berühmtheit erlangt haben.

### Weiterer Streckenverlauf

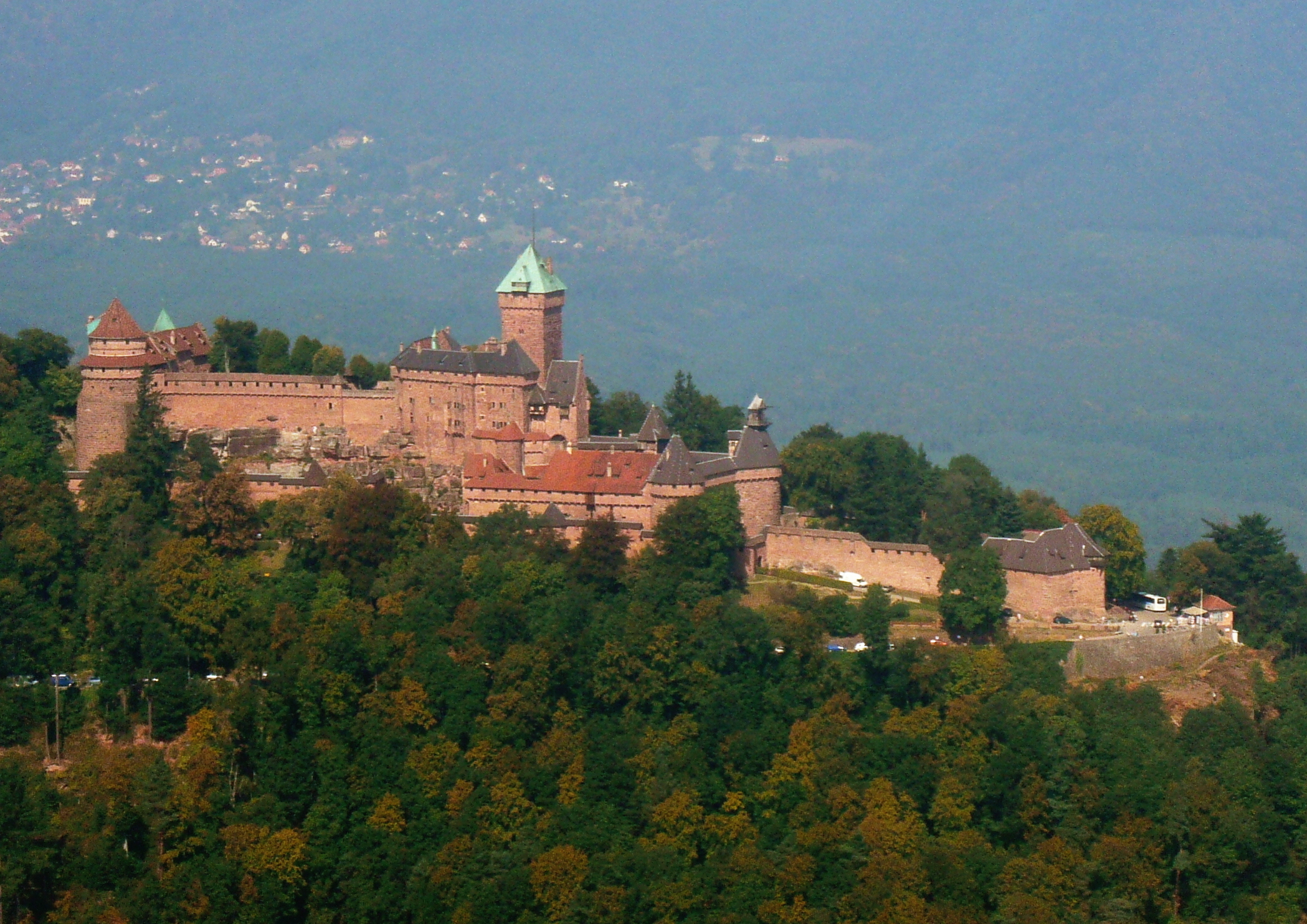
Haut-Kœnigsbourg

Nach dem Mannschaftszeitfahren in Brüssel über 27,6 Kilometer ging es auf der dritten Etappe von der belgischen Stadt Binche beginnend nach Frankreich zur Stadt Épernay in die Champagne. Die dritte Etappe führte durch das flache belgisch-französische Grenzgebiet, ehe es im letzten Viertel hügelig wurde und mit einem leichten Anstieg in der Zielankunft endete. Die Tour führte dann weiter nach Ost-Frankreich. Während die vierte Etappe – zwischen Reims und Nancy – eine Flach-Etappe war, führte die fünfte Etappe nach Colmar zum ersten Anstieg der 2. Kategorie der Tour: dem Côte du Haut-Kœnigsbourg. Die Überquerung der Vogesen wurde am nächsten Tag mit einer Berg-Etappe von Mülhausen zur Planche des Belles Filles fortgesetzt, wobei der letzte Anstieg – mit einem durchschnittlichen Anstieg von 8,7 % auf 7 km Länge – beim letzten Kilometer eine Steigung von 24 % hatte. Danach folgte eine 230 Kilometer lange Flach-Etappe, die längste Etappe dieser Tour, zwischen Belfort und Chalon-sur-Saône. Das zweite Wochenende wurde mit der Durchquerung des Beaujolais sowie des Zentralmassivs wieder schwieriger: Von Mâcon nach Saint-Étienne wurde die hügelige 8. Etappe von sieben Anstiegen geprägt. Der Sonntag wurde etwas einfacher, jedoch musste zu Beginn der Etappe der Anstieg Mur d’Aurec-sur-Loire (eine Bergwertung der 1. Kategorie) überwunden werden, am Ende erreicht das Fahrerfeld die Stadt Brioude – die Geburtsstadt von Romain Bardet. Vor dem Ruhetag fand zwischen Saint-Flour und Albi eine flache Etappe statt.

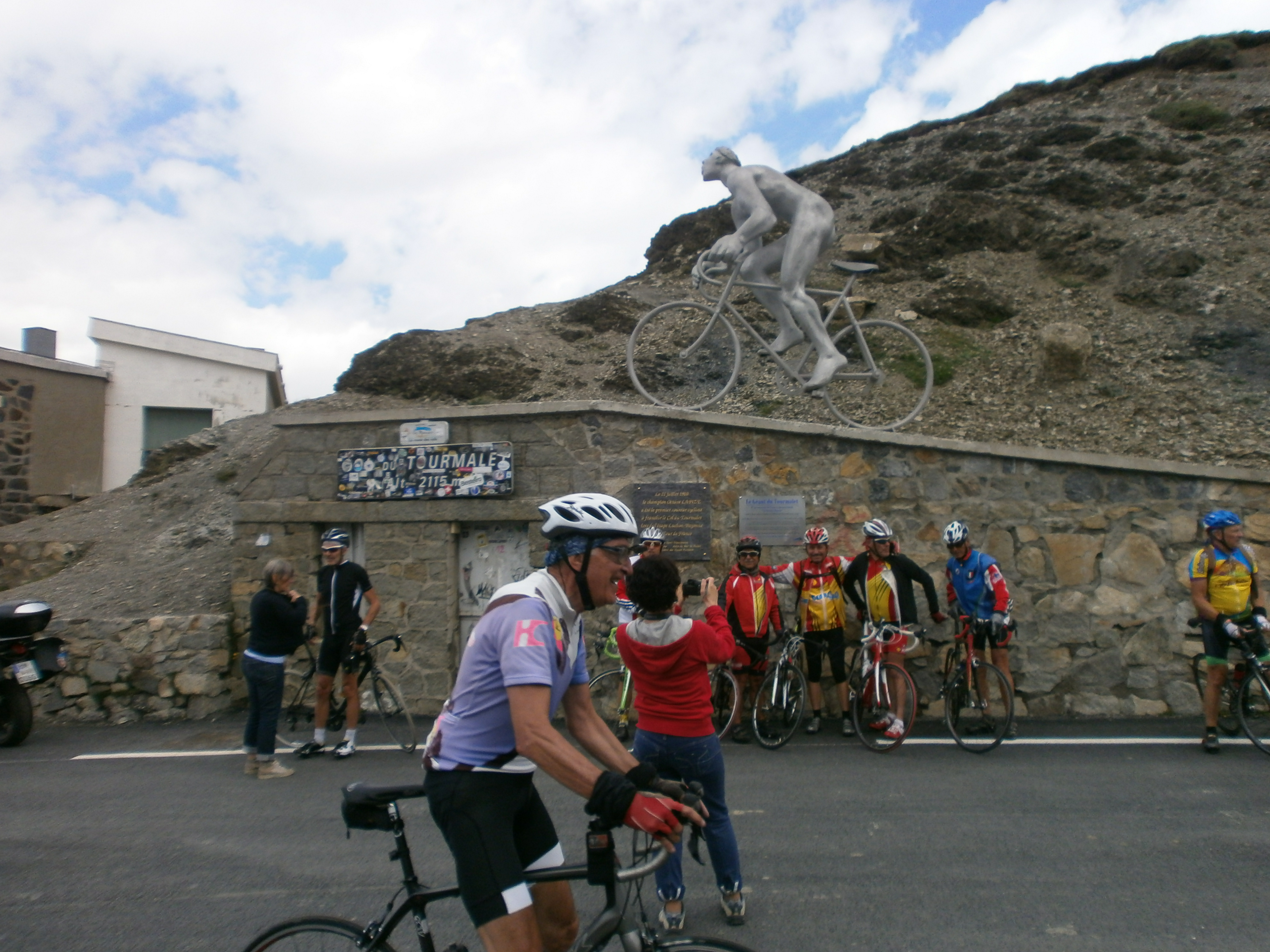
Col del Tourmalet mit der Skulptur Géant du Tourmalet

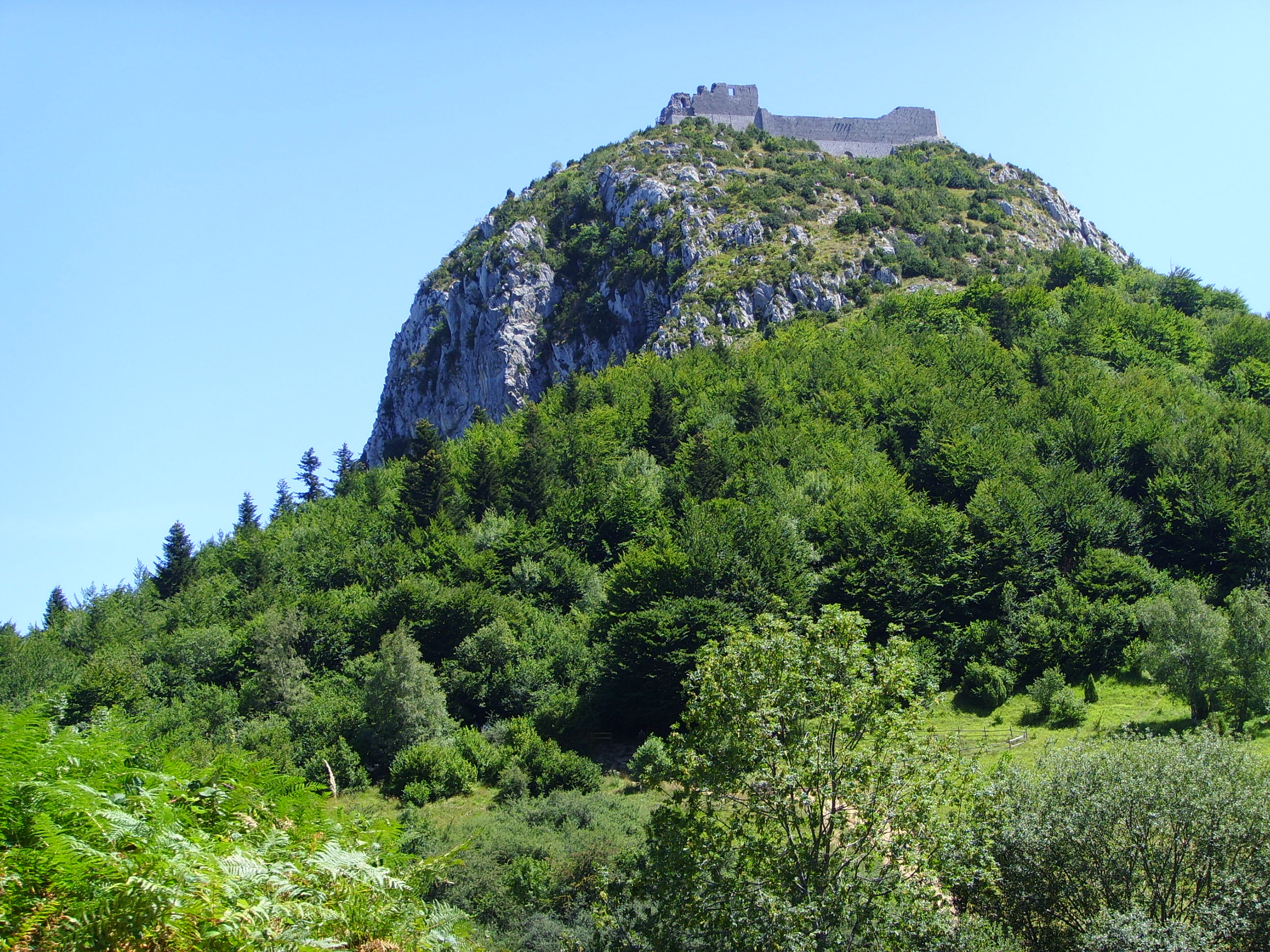
Der Berg Montségur mit der Ruine der gleichnamigen Katharerburg

Nach dem ersten Ruhetag standen in der zweiten Woche die Pyrenäen auf dem Tourplan. Vor Erreichen der Pyrenäen stand jedoch eine flache Etappe zwischen Albi und Toulouse an. Das Hochgebirge wurde mit drei Berg-Etappen überquert, die mit einer Einzelzeitfahrt ergänzt wird. Die erste Pyrenäen-Etappe, die von Toulouse aus beginnt, endete in Bagnères-de-Bigorre und überquerte dabei die Gebirgspässe Col de Peyresourde und Hourquette d’Ancizan. Am 19. Juli, dem 100. Jahrestag des Gelben Trikots, das erstmals an Eugène Christophe vergeben wurde, fand in und um Pau ein Einzelzeitfahren statt. Danach folgt die zweite, jedoch kurze Pyrenäen-Etappe (117,5 km) zwischen Tarbes und dem Col du Tourmalet (mit einem durchschnittlichen Anstieg von 7,4 % auf 19,0 km Länge). Zum dritten Mal in der Geschichte der Frankreichrundfahrt (nach 1974 und 2010) war der Col du Tourmalet eine Bergankunft, dort wurde auch der Souvenir Jacques Goddet verliehen. Die insgesamt 15. Etappe und dritte Pyrenäen-Etappe durchquerte ein Gebiet, das wegen der Katharerburgen große Bekanntheit erlangt hat. Mit einem Start von Limoux aus musste das Fahrerfeld ein Anstieg der 2. Kategorie und drei Anstiege der 1. Kategorie bezwingen, wobei die Bergankunft von Prat d’Albis oberhalb von Foix (mit einem durchschnittlichen Anstieg von 6,9 % auf 11,8 km Länge) mit dem zweiten Ruhetag endete.

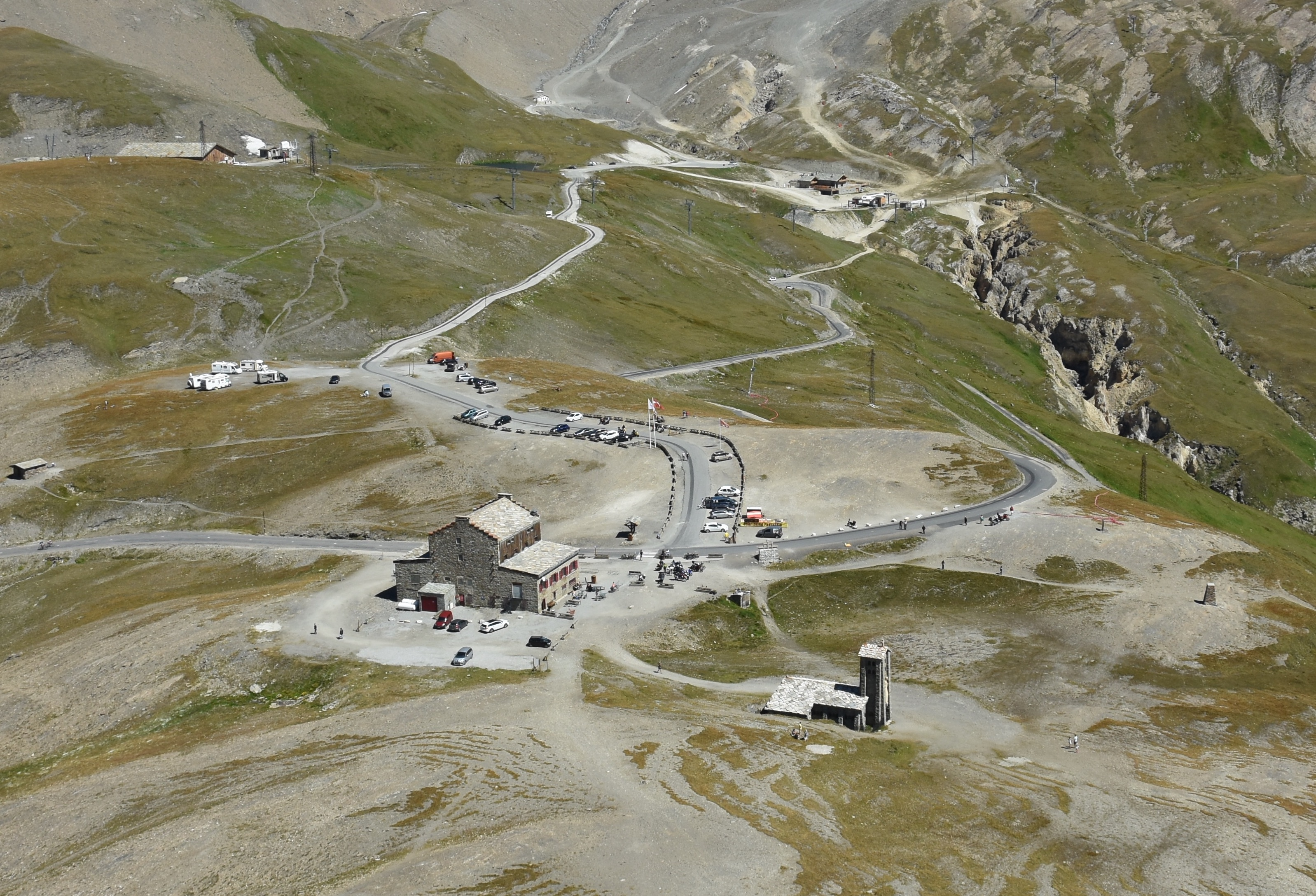
Blick auf den Col de l’Iseran

Nach dem Ruhetag begann und endete mit einer großen Schleife die 16. Etappe in Nîmes. Mit dem Pont du Gard, der zum UNESCO-Weltkulturerbe gehört, begann die nächste Etappe in Richtung Gap im Département Hautes-Alpes. Danach kamen drei Alpen-Etappen mit insgesamt sechs Anstiegen, die die 2000-Höhenmeter-Marke überschreiten. Die erste Alpen-Etappe verlief von Embrun aus auf einer langen 208 Kilometer langen Berg-Etappe nach Valloire, bei der drei große Gebirgspässe bewältigt wurden: dem Col de Vars, Col d’Izoard und Col du Galibier. Die zweite Alpen-Etappe zwischen Saint-Jean-de-Maurienne und Tignes war deutlich kürzer: Das Fahrerfeld musste – neben vier geplanten Anstiegen der 3. bis 1. Kategorie, darunter den Montée de Tignes bei 2.089 Höhenmeter – den Col de l’Iseran von der Südseite überqueren, mit 2.770 Höhenmeter das Dach der Tour, weshalb dort das Souvenir Henri Desgrange verliehen wurde. Wegen widriger Witterungsbedingungen wurde die Etappe abgebrochen und mit den Zeitabständen bei der Überfahrt des Col de l’Iseran gewertet – der Montée de Tignes konnte nicht mehr befahren werden. Aufgrund weiterer Wetterprognosen wurde die letzte Alpen-Etappe gekürzt und endete mit der schweren Bergankunft am Val Thorens – geplanten Bergwertungen am Cormet de Roselend und Côte de Longefoy wurden nicht überquert, der Zwischensprint wurde gestrichen.
Die Rundfahrt endete mit der 21. Etappe traditionell auf der Avenue des Champs-Élysées in Paris.

### Etappenliste
| Etappe     | Datum    | Etappenorte                               | type              | Länge (km) | Etappensieger      | Gesamtführender    |
| ---------- | -------- | ----------------------------------------- | ----------------- | ---------- | ------------------ | ------------------ |
| 1. Etappe  | 6. Jul.  | Brüssel – Brüssel                         | Flachetappe       | 194,5      | Mike Teunissen     | Mike Teunissen     |
| 2. Etappe  | 7. Jul.  | Brüssel – Brüssel                         | Teamzeitfahren    | 27,6       | Team Jumbo-Visma   | Mike Teunissen     |
| 3. Etappe  | 8. Jul.  | Binche – Épernay                          | Hügelige Etappe   | 215        | Julian Alaphilippe | Julian Alaphilippe |
| 4. Etappe  | 9. Jul.  | Reims – Nancy                             | Flachetappe       | 213,5      | Elia Viviani       | Julian Alaphilippe |
| 5. Etappe  | 10. Jul. | Saint-Dié-des-Vosges – Colmar             | Hügelige Etappe   | 175,5      | Peter Sagan        | Julian Alaphilippe |
| 6. Etappe  | 11. Jul. | Mülhausen – Planche des Belles Filles     | Hochgebirgsetappe | 160,5      | Dylan Teuns        | Giulio Ciccone     |
| 7. Etappe  | 12. Jul. | Belfort – Chalon-sur-Saône                | Flachetappe       | 230        | Dylan Groenewegen  | Giulio Ciccone     |
| 8. Etappe  | 13. Jul. | Mâcon – Saint-Étienne                     | Hügelige Etappe   | 200        | Thomas De Gendt    | Julian Alaphilippe |
| 9. Etappe  | 14. Jul. | Saint-Étienne – Brioude                   | Hügelige Etappe   | 170,5      | Daryl Impey        | Julian Alaphilippe |
| 10. Etappe | 15. Jul. | Saint-Flour – Albi                        | Flachetappe       | 217,5      | Wout van Aert      | Julian Alaphilippe |
|            | 16. Juli | Ruhetag in Albi                           | Ruhetag           |            |                    |                    |
| 11. Etappe | 17. Jul. | Albi – Toulouse                           | Flachetappe       | 167        | Caleb Ewan         | Julian Alaphilippe |
| 12. Etappe | 18. Jul. | Toulouse – Bagnères-de-Bigorre            | Hochgebirgsetappe | 209,5      | Simon Yates        | Julian Alaphilippe |
| 13. Etappe | 19. Jul. | Pau – Pau                                 | Einzelzeitfahren  | 27,2       | Julian Alaphilippe | Julian Alaphilippe |
| 14. Etappe | 20. Jul. | Tarbes – Col du Tourmalet                 | Hochgebirgsetappe | 117,5      | Thibaut Pinot      | Julian Alaphilippe |
| 15. Etappe | 21. Jul. | Limoux – Foix                             | Hochgebirgsetappe | 185        | Simon Yates        | Julian Alaphilippe |
|            | 22. Juli | Ruhetag in Nîmes                          | Ruhetag           |            |                    |                    |
| 16. Etappe | 23. Jul. | Nîmes – Nîmes                             | Flachetappe       | 177        | Caleb Ewan         | Julian Alaphilippe |
| 17. Etappe | 24. Jul. | Pont du Gard – Gap                        | Hügelige Etappe   | 200        | Matteo Trentin     | Julian Alaphilippe |
| 18. Etappe | 25. Jul. | Embrun – Valloire                         | Hochgebirgsetappe | 208        | Nairo Quintana     | Julian Alaphilippe |
| 19. Etappe | 26. Jul. | Saint-Jean-de-Maurienne – Col de l’Iseran | Hochgebirgsetappe | 89         | stage neutralised  | Egan Bernal        |
| 20. Etappe | 27. Jul. | Albertville – Val Thorens                 | Hochgebirgsetappe | 59,5       | Vincenzo Nibali    | Egan Bernal        |
| 21. Etappe | 28. Jul. | Rambouillet – Paris                       | Flachetappe       | 128        | Caleb Ewan         | Egan Bernal        |

## Wertungen und Preisgeld
Das Rennen wird nach dem Reglement der Union Cycliste Internationale (UCI) für Etappenrennen ausgetragen. Der Veranstalter Amaury Sport Organisation legt im Einklang hiermit ein Sonderreglement fest, aus dem sich die Höhe der Preisgelder und die Kriterien für die Vergabe der Sonderwertungen ergaben (die Gesamtwertung und die Mannschaftswertung ergeben sich aus dem Reglement der UCI), wie nachfolgend beschrieben.

### Etappenkoeffizienten und Karenzzeit
Der Veranstalter weist den Etappen sieben Koeffizienten zu, die für die Karenzzeit von Bedeutung sind:
- Koeffizient 1: Etappen ohne besondere Schwierigkeit (1., 4., 7., 11., 16., 17., 21. Etappe) mit einer Karenzzeit zwischen 3 % bei einer Siegergeschwindigkeit unter 36 km/h und 11 % bei einer Siegergeschwindigkeit über 50 km/h,
- Koeffizient 2: Etappen mit leichten Schwierigkeiten (3., 5., 9., 10. Etappe) mit einer Karenzzeit zwischen 9 % bei einer Siegergeschwindigkeit unter 37 km/h und 11 % bei einer Siegergeschwindigkeit über 41 km/h,
- Koeffizient 3: Etappen auf sehr rauem Terrain (8., 12. Etappe) mit einer Karenzzeit zwischen 10 % bei einer Siegergeschwindigkeit unter 35 km/h und 20 % bei einer Siegergeschwindigkeit über 44 km/h,
- Koeffizient 4: sehr schwere Etappen (6., 15., 18. Etappe) mit einer Karenzzeit zwischen 7 % bei einer Siegergeschwindigkeit unter 30 km/h und 18 % bei einer Siegergeschwindigkeit über 40 km/h,
- Koeffizient 5: sehr schwere, kurze Etappen (14., 19., 20. Etappe) mit einer Karenzzeit zwischen 10 % bei einer Siegergeschwindigkeit unter 29 km/h und 18 % bei einer Siegergeschwindigkeit über 38 km/h,
- Koeffizient 6: Einzelzeitfahren mit einer Karenzzeit von 25 % der Zeit des Siegers sowie
- Koeffizient 7: Mannschaftszeitfahren mit einer Karenzzeit von 30 % der Zeit des Siegerteams.[13]

Die Etappenkoeffizienten sind auch bedeutend für die Punktewertung.

### Gesamtwertung
Der Führende der Gesamtwertung trägt das Gelbe Trikot (maillot jaune). Die Gesamtwertung ergab sich wie stets bei internationalen Etappenrennen aus der Addition der gefahrenen Zeiten. Zusätzlich gab es bei den Etappen – außer den Zeitfahretappen – 10, 6 und 4 Sekunden Zeitbonifikation. Weitere Zeitbonifikationen in Höhe von 8, 5 und 2 Sekunden gab es an der vorletzten oder letzten Bergwertung der 3., 6., 8., 9., 12., 15., 18. und 19. Etappe.

### Punktewertung
Der Führende der Punktewertung trägt das Grüne Trikot (maillot vert). Die Punkte für diese Wertung wurden bei Etappenzielen entsprechend der Schwierigkeit und Art der Etappe (→Koeffizient) und Zwischensprints wie folgt vergeben:
|                                                | 1. | 2. | 3. | 4. | 5. | 6. | 7. | 8. | 9. | 10. | 11. | 12. | 13. | 14. | 15. |
| ---------------------------------------------- | -- | -- | -- | -- | -- | -- | -- | -- | -- | --- | --- | --- | --- | --- | --- |
| Koeffizient 1                                  | 50 | 30 | 20 | 18 | 16 | 14 | 12 | 10 | 8  | 7   | 6   | 5   | 4   | 3   | 2   |
| Koeffizienten 2 und 3                          | 30 | 25 | 22 | 19 | 17 | 15 | 13 | 11 | 9  | 7   | 6   | 5   | 4   | 3   | 2   |
| Koeffizienten 4, 5 und 6 sowie Zwischensprints | 20 | 17 | 15 | 13 | 11 | 10 | 9  | 8  | 7  | 6   | 5   | 4   | 3   | 2   | 1   |

### Bergwertung
Der Führende der Bergwertung trägt das Gepunktete Trikot (maillot à pois). Die Punkte für diese Wertung wurden auf den Überfahrten der Anstiege wie folgt vergeben:
|                          | 1. | 2. | 3. | 4. | 5. | 6. | 7. | 8. |  |
| ------------------------ | -- | -- | -- | -- | -- | -- | -- | -- |  |
| Hors Catégorie > 2.000 m | 40 | 30 | 24 | 20 | 16 | 12 | 8  | 4  |  |
| Hors Catégorie           | 20 | 15 | 12 | 10 | 8  | 6  | 4  | 2  |  |
| 1. Kategorie             | 10 | 8  | 6  | 4  | 2  | 1  |    |    |  |
| 2. Kategorie             | 5  | 3  | 2  | 1  |    |    |    |    |  |
| 3. Kategorie             | 2  | 1  |    |    |    |    |    |    |  |
| 4. Kategorie             | 1  |    |    |    |    |    |    |    |  |

Souvenir Henri Desgrange
Der erste Fahrer auf dem Gipfel des Col de l’Iseran (19. Etappe) wurde mit dem Souvenir Henri Desgrange ausgezeichnet.
Souvenir Jacques Goddet
Der erste Fahrer auf dem Gipfel des Col du Tourmalet (14. Etappe) wurde mit dem Souvenir Jacques Goddet ausgezeichnet.

### Nachwuchswertung
Der Führende der Nachwuchswertung trug das Weiße Trikot (maillot blanc). Die Nachwuchswertung berechnete sich wie die Gesamtwertung. In der Nachwuchswertung wurden alle seit dem 1. Januar 1994 geborenen Fahrer erfasst.

### Mannschaftswertung
Die Führenden der Mannschaftswertung trugen eine gelbe Rückennummer. Die Mannschaftswertung berechnete sich aus den Zeiten der drei ersten Fahrer eines Teams auf jeder Etappe; beim Mannschaftszeitfahren wurde die von der Mannschaft erreichte Zeit mit vier multipliziert und zum Mannschaftsklassement hinzugerechnet.

### Kämpferischster Fahrer
Eine Jury zeichnete am Ende einer Etappe und am Ende der Tour de France einen Fahrer mit der Roten Rückennummer als kämpferischsten Fahrer aus. Ausgenommen waren das Mannschaftszeitfahren, das Einzelzeitfahren und die Schlussetappe.

### Preisgelder
Die Höhe der einzelnen Preisgelder hatte sich im Vergleich zu den letzten Touren nicht verändert. Die Preisgelder belaufen sich auf eine Gesamtsumme von 2.291.700 Euro. Davon werden 1.138.800 Euro für das Gesamtklassement, 601.650 Euro für die Etappenwertung, 178.800 Euro für die Mannschaftswertung, 128.000 Euro für die Punktewertung, 112.450 Euro für die Bergwertung, 66.000 Euro für die Nachwuchswertung, 56.000 Euro für die Wertungen um den kämpferischsten Fahrer sowie 10.000 Euro für die Sonderwertungen (Souvenir Jacques Goddet und Souvenir Henri Desgrange) verwendet.
| Platzierung            | 1.        | 2.        | 3.        | 4.       | 5.       | 6.       | 7.       | 8. Anm. | Täglich |
| ---------------------- | --------- | --------- | --------- | -------- | -------- | -------- | -------- | ------- | ------- |
| Gesamtwertung          | 500.000 € | 200.000 € | 100.000 € | 70.000 € | 50.000 € | 23.000 € | 11.500 € | 7600 €  | 500 €   |
| Punktewertung          | 025.000 € | 015.000 € | 010.000 € | 04000 €  | 03500 €  | 03000 €  | 02500 €  | 2000 €  | 300 €   |
| Bergwertung            | 025.000 € | 015.000 € | 010.000 € | 04000 €  | 03500 €  | 03000 €  | 02500 €  | 2000 €  | 300 €   |
| Nachwuchswertung       | 020.000 € | 015.000 € | 010.000 € | 05000 €  | —        | —        | —        | —       | 300 €   |
| Mannschaftswertung     | 050.000 € | 030.000 € | 020.000 € | 12.000 € | 08000 €  | —        | —        | —       | —       |
| Kämpferischster Fahrer | 020.000 € | —         | —         | —        | —        | —        | —        | —       | —       |

| Platzierung            | 1.       | 2.     | 3.     | Anmerkung                                |
| ---------------------- | -------- | ------ | ------ | ---------------------------------------- |
| Etappenwertung         | 11.000 € | 5500 € | 2800 € | gestaffelt bis zum 20. Platz (300 €)     |
| Zwischensprints        | 01500 €  | 1000 € | 0500 € | 19 Zwischensprints während der Tour      |
| Bergwertung Kat. HC    | 00800 €  | 0450 € | 0300 € | 05 Wertungen während der Tour            |
| Bergwertung Kat. 1     | 00650 €  | 0400 € | 0150 € | 13 Wertungen während der Tour            |
| Bergwertung Kat. 2     | 00500 €  | 0250 € | —      | 12 Wertungen während der Tour            |
| Bergwertung Kat. 3     | 00300 €  | —      | —      | 21 Wertungen während der Tour            |
| Bergwertung Kat. 4     | 00200 €  | —      | —      | 14 Wertungen während der Tour            |
| Nachwuchsfahrer        | 00500 €  | —      | —      | schnellster Nachwuchsfahrer der Etappe   |
| Kämpferischster Fahrer | 0 2000 € | —      | —      | ausgenommen Zeitfahren und Schlussetappe |
| Mannschaft             | 02800 €  | —      | —      | schnellste Mannschaft der Etappe         |

## Wertungen im Tourverlauf
Die Tabelle zeigt den Führenden in der jeweiligen Wertung bzw. die Träger der Wertungstrikots oder farbigen Rückennummern am Ende der jeweiligen Etappe an. Eine detailliertere Übersicht über die Platzierungen nach einer Etappe bieten die einzelnen Etappenartikel, die in der ersten Spalte verlinkt sind.
| Etappe | Gesamtwertung      | Punktewertung      | Bergwertung       | Nachwuchswertung   | Teamwertung    | Kämpferischster Fahrer |
| ------ | ------------------ | ------------------ | ----------------- | ------------------ | -------------- | ---------------------- |
| 1.     | Mike Teunissen     | Mike Teunissen (a) | Greg Van Avermaet | Caleb Ewan         | Jumbo-Visma    | Stéphane Rossetto      |
| 2.     | Mike Teunissen     | Mike Teunissen (a) | Greg Van Avermaet | Wout van Aert      | Jumbo-Visma    | nicht vergeben         |
| 3.     | Julian Alaphilippe | Peter Sagan        | Tim Wellens       | Wout van Aert      | Jumbo-Visma    | Tim Wellens            |
| 4.     | Julian Alaphilippe | Peter Sagan        | Tim Wellens       | Wout van Aert      | Jumbo-Visma    | Michael Schär          |
| 5.     | Julian Alaphilippe | Peter Sagan        | Tim Wellens       | Wout van Aert      | Jumbo-Visma    | Toms Skujiņš           |
| 6.     | Giulio Ciccone     | Peter Sagan        | Tim Wellens       | Giulio Ciccone (b) | Trek-Segafredo | Tim Wellens            |
| 7.     | Giulio Ciccone     | Peter Sagan        | Tim Wellens       | Giulio Ciccone (b) | Trek-Segafredo | Yoann Offredo          |
| 8.     | Julian Alaphilippe | Peter Sagan        | Tim Wellens       | Giulio Ciccone (b) | Trek-Segafredo | Thomas De Gendt        |
| 9.     | Julian Alaphilippe | Peter Sagan        | Tim Wellens       | Giulio Ciccone (b) | Trek-Segafredo | Tiesj Benoot           |
| 10.    | Julian Alaphilippe | Peter Sagan        | Tim Wellens       | Egan Bernal        | Movistar Team  | Natnael Berhane        |
| 11.    | Julian Alaphilippe | Peter Sagan        | Tim Wellens       | Egan Bernal        | Movistar Team  | Aimé De Gendt          |
| 12.    | Julian Alaphilippe | Peter Sagan        | Tim Wellens       | Egan Bernal        | Trek-Segafredo | Matteo Trentin         |
| 13.    | Julian Alaphilippe | Peter Sagan        | Tim Wellens       | Enric Mas          | Trek-Segafredo | nicht vergeben         |
| 14.    | Julian Alaphilippe | Peter Sagan        | Tim Wellens       | Egan Bernal (c)    | Movistar Team  | Élie Gesbert           |
| 15.    | Julian Alaphilippe | Peter Sagan        | Tim Wellens       | Egan Bernal (c)    | Movistar Team  | Mikel Landa            |
| 16.    | Julian Alaphilippe | Peter Sagan        | Tim Wellens       | Egan Bernal (c)    | Movistar Team  | Alexis Gougeard        |
| 17.    | Julian Alaphilippe | Peter Sagan        | Tim Wellens       | Egan Bernal (c)    | Trek-Segafredo | Matteo Trentin         |
| 18.    | Julian Alaphilippe | Peter Sagan        | Romain Bardet     | Egan Bernal (c)    | Movistar Team  | Greg Van Avermaet      |
| 19.    | Egan Bernal        | Peter Sagan        | Romain Bardet     | Egan Bernal (c)    | Movistar Team  | nicht vergeben         |
| 20.    | Egan Bernal        | Peter Sagan        | Romain Bardet     | Egan Bernal (c)    | Movistar Team  | Vincenzo Nibali        |
| 21.    | Egan Bernal        | Peter Sagan        | Romain Bardet     | Egan Bernal (c)    | Movistar Team  | nicht vergeben         |
| Sieger | Egan Bernal        | Peter Sagan        | Romain Bardet     | Egan Bernal        | Movistar Team  | Julian Alaphilippe     |

## Endergebnis

Die Trikot- und Wertungssieger der Tour de France 2019
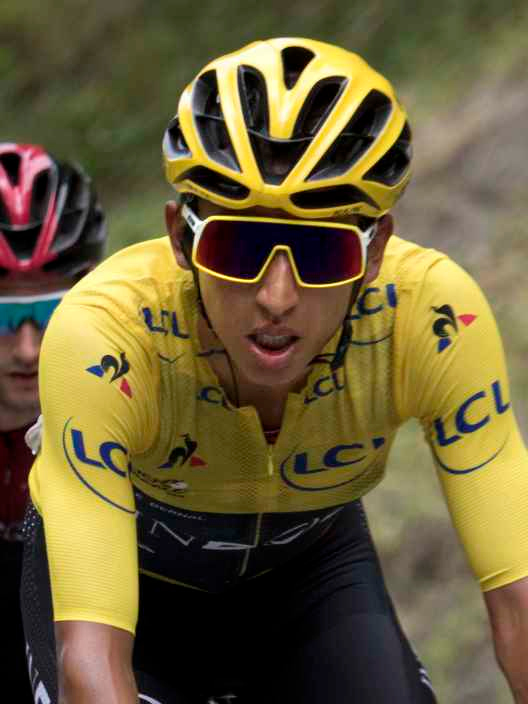
Egan Bernal
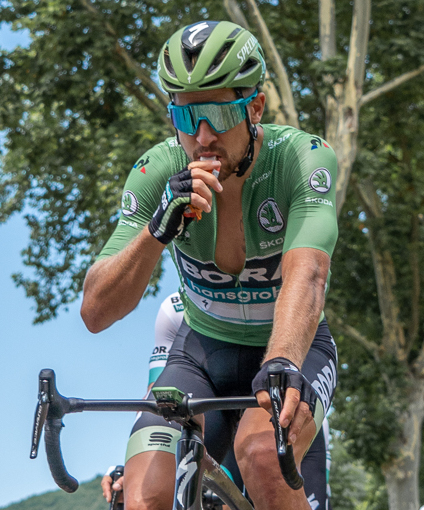
Peter Sagan
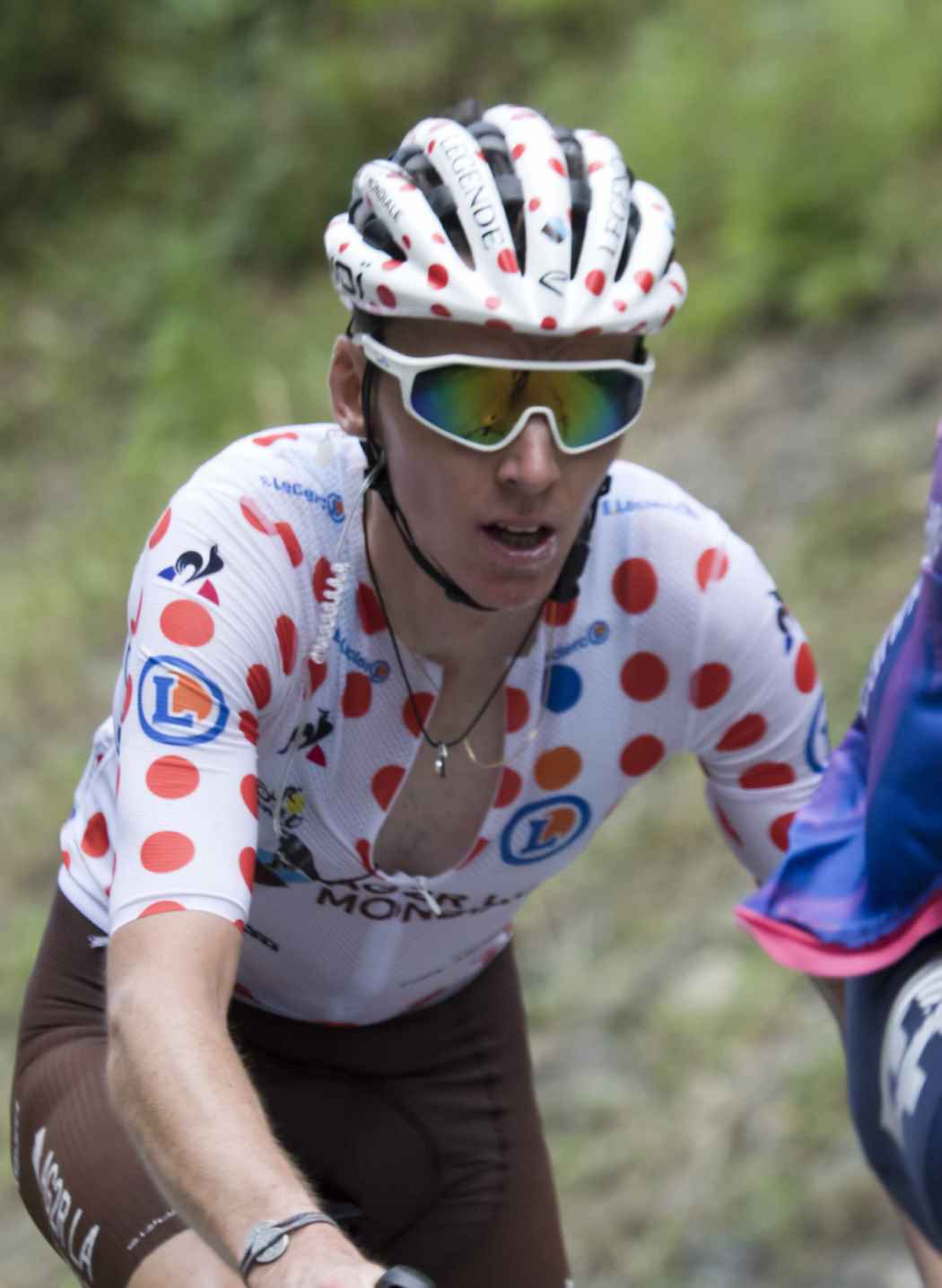
Romain Bardet
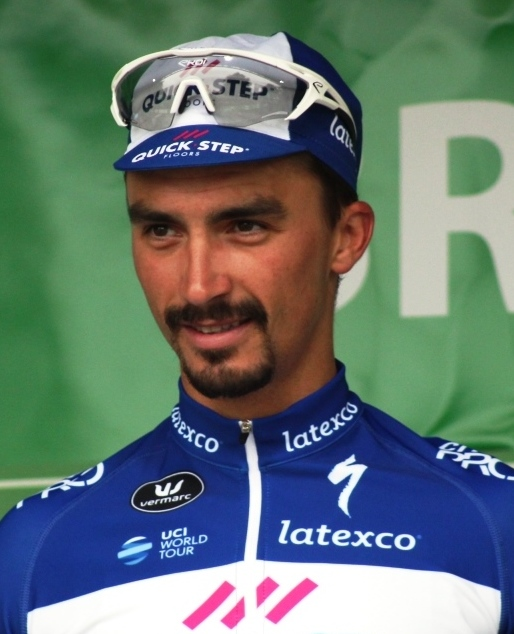
Julian Alaphilippe

Gesamtwertung
Der Kolumbianer Egan Bernal aus der Ineos-Mannschaft absolvierte die 3366 Kilometer der Tour in 82 Stunden und 57 Minuten als Erster. Damit gelang ihm der erste Sieg bei einer Grand Tour, es war zudem der erste kolumbianische Gesamtsieg bei der Tour de France. Mit 22 Jahren und 196 Tagen zählte er zu den jüngsten Siegern der Tour, nur der Franzose Henri Cornet (19 Jahre und 352 Tage; Tour de France 1904) sowie der Luxemburger François Faber (22 Jahre und 187 Tage; Tour de France 1909) waren jünger. Auf den zweiten Platz fuhr sein britischer Teamkollege und Vorjahressieger Geraint Thomas mit 1:11 Minuten Rückstand. Das Podium komplettierte Steven Kruijswijk vom Team Jumbo-Visma aus den Niederlanden, der 1:31 Minuten hinter dem Sieger lag und damit zwei Plätze besser abschnitt als im Vorjahr.
Mit 1:56 Minuten Rückstand belegte der Deutsche Emanuel Buchmann von Bora-hansgrohe Platz vier – die beste Grand-Tour-Platzierung in seiner bisherigen Karriere. Den fünften Platz belegte der Franzose Julian Alaphilippe von Deceuninck-Quick-Step, er trug bei insgesamt 14 Etappen das Gelbe Trikot. Er lag 4:05 Minuten hinter Egan Bernal. Hinter Alaphilippe folgte der Spanier Mikel Landa vom Movistar Team auf Platz sechs mit einem Rückstand von 4:23 Minuten. Auf Platz sieben fuhr der Kolumbianer Rigoberto Urán von EF Education First, er hatte einen Rückstand von 5:15 Minuten. Sein Landsmann Nairo Quintana (+ 5:30 min auf Bernal) vom Movistar Team landete auf dem achten Gesamtrang. Der Spanier und Weltmeister im Straßenrennen Alejandro Valverde vom Movistar Team kam mit 6:12 Minuten Rückstand auf Bernal auf den neunten Platz. Für Valverde war es bereits die 18. Top-Ten-Platzierung bei einer Grand Tour. Zehnter wurde der Franzose Warren Barguil von Team Arkéa-Samsic mit 7:32 Minuten Rückstand.
Die Rundfahrt beendeten 155 von 176 gestarteten Fahrern, das sind etwa 88 % des Teilnehmerfeldes. Bester Schweizer war auf Platz 17 Sébastien Reichenbach (+ 44:29 min; Groupama-FDJ), bester Österreicher war auf Platz 25 Gregor Mühlberger (+ 1:04:40 h; Bora-hansgrohe). Letzter der Gesamtwertung (Lanterne Rouge, „rote Laterne“) wurde der Niederländer Sebastian Langeveld (EF Education First), der auf dem Champs-Élysées in Paris als 155. mit 4 Stunden, 34 Minuten und 23 Sekunden Rückstand auf den Gesamtführenden platziert war.
Punktewertung
Zum siebten Mal in seiner Karriere gewann der Slowake Peter Sagan von Bora-hansgrohe das Grüne Trikot des Führenden der Punktewertung. Sagan sammelte mit einem Etappensieg sowie weiteren guten Platzierungen bei den Zwischensprints und Etappenzielen 316 Punkte und lag damit vor dem Australier Caleb Ewan (Lotto Soudal, 248 Punkte). Dritter in dieser Wertung wurde der Italiener Elia Viviani von Deceuninck-Quick-Step mit 224 Punkten.
Bergwertung
In der Bergwertung gewann der Franzose Romain Bardet von Ag2r La Mondiale zum ersten Mal das Gepunktete Trikot. Er erreichte 86 Punkte. Ihm folgte Egan Bernal mit 78 Punkten. Dahinter platzierte sich der Belgier Tim Wellens von Lotto Soudal mit 75 Zählern auf Rang drei, der bei 16 Etappen das Gepunktete Trikot trug.
Nachwuchswertung
Die Nachwuchswertung gewann auch Egan Bernal. Hierbei hatte er vor dem Franzosen David Gaudu (Groupama-FDJ) einen Vorsprung von 24 Minuten und 3 Sekunden. Auf Platz drei folgte der Spanier Enric Mas von Deceuninck-Quick-Step mit einem Rückstand von 58:20 Minuten. Alle weiteren Fahrer hatten in dieser Wertung mehr als eine Stunde Rückstand.
Mannschaftswertung
Die Mannschaftswertung entschied wie im Vorjahr das spanische Movistar Team für sich. Dahinter folgten das US-amerikanische Team Trek-Segafredo und das Team Ineos aus dem Vereinigten Königreich.
Kämpferischster Fahrer
Als kämpferischster Fahrer wurde der Franzose Julian Alaphilippe ausgezeichnet.